# Райгородская сельская община
Райгородская сельская община (укр. Райгородська сільська територіальна громада)  - территориальная община на Украине, в Гайсинском районе Винницкой области. Административный центр - село Райгород.

Площадь общины - 98,52 км², население – 2190 жителей (2018).

## История
Образована 22 июня 2016 путем объединения Корживского, Новообыходовского, Райгородского и Семенского сельских советов Немировского района.
12 июня 2020 года Райгородская сельская община образована в составе Ситковецкого поселкового совета и Высшекропивнянской, Джуринецкого, Коржевского, Мельниковского, Новообиходовского, Ометинецкого, Райгородского, Семенского, Юрковецкого сельских советов бывшего Немировского района.

## Населенные пункты
В состав общины входят 17 населенных пунктов - 2 поселка и 15 сел.

### Поселки
- Ситковцы
- Коржев

### Села
- Высшая Крапивна
- Городница
- Гута
- Джуринцы
- Коржовка
- Марьяновка
- Мельниковцы
- Низшая Крапивна
- Новые Обиходы
- Ометинцы
- Семенки
- Слободка
- Червоное
- Юрковцы